# نورتریپتیلین
نورتریپتیلین (به انگلیسی: Nortriptyline) دارویی از گروه تنظیم فشار و ضدافسردگی‌های سه حلقه‌ای یا TCA و ضد درد است که برای درمان اختلالات فشاری و اختلال افسردگی اساسی و برخی دیگر از بیماری‌های اعصاب به کار می‌رود. به‌عنوان خط سوم ترک سیگار با دارو بعد از وارنیکلین و بوپروپیون به کار می‌رود.

## موارد مصرف
نورتریپتیلین، که با نام تجاری Pamelor فروخته می‌شود ، دارویی است که برای درمان افسردگی، درد نوروپاتی، اختلال بیش فعالی کمبود توجه (ADHD)، متوقف کردن سیگار و اضطراب استفاده می‌شود. به نظر نمی‌رسد برای جوانان مبتلا به افسردگی مفید باشد. نورتریپتیلین یک درمان با ترجیح کمتر برای ADHD و متوقف کردن سیگار است. از طریق دهان مصرف می‌شود.
کاربرد اصلی نورتریپتیلین درمان بیماری اختلال افسردگی اساسی بوده و در برخی بیماری‌های دیگر اعصاب و سایر بیماری‌های مزمن همچون میگرن و همچنین سندرم خستگی مزمن، نیز کاربرد دارد. این دارو در درمان شب‌میزی (شب ادراری) کودکان نیز مؤثر است.
همچنین برای درد اعصاب گوش و سردردهای عصبی از این دارو استفاده می‌شود.

## مکانیسم اثر دارو
نورتریپتیلین از طریق مهار برداشت مجدد نوراپی نفرین و سروتونین توسط ترمینال‌های عصبی پیش سیناپسی، باعث افزایش غلظت آن دو در سیستم عصبی مرکزی می‌گردد.

## فارماکولوژی وفارماکوکینتیک
دارو پس از دریافت به سرعت و به صورت کامل جذب می‌گردد. متابولیزم آن کبدی و دفع، از طریق ادرار صورت می‌گیرد.
دارای ۳ دوز ۱۰ و ۲۵ و ۵۰ میلی‌گرم می‌باشد. این دارو موجب خواب آلودگی می‌شود. در هنگام حاملگی و شیردهی نباید استفاده شود و همچنین در بیماران قلبی و عروقی بهتر است با پزشک در میان گذاشته شود. همچنین این دارو موجب افزایش اشتها و وزن می‌شود.

## موارد منع مصرف
از نورتریپتیلین نباید در مرحله بهبودی حاد بعد از انفارکتوس میوکارد استفاده شود (مثلاً، حمله قلبی). استفاده از داروهای ضد افسردگی سه حلقه ای همراه با مهار کننده مونوآمین اکسیداز (MAO)، لاینزولید و متیلن بلو داخل وریدی منع مصرف دارد زیرا می‌تواند باعث افزایش خطر ابتلا به سندرم سروتونین شود.
برای کسانی که سابقه بیماری‌های قلبی عروقی سکته مغزی، گلوکوم، یا تشنج، و همچنین در افراد با پرکاری تیروئید یا دریافت هورمون تیروئید دارند پایش دقیق دارو مورد نیاز است.

## عوارض دارویی
خواب آلودگی، سرگیجه، خشکی دهان، تاری دید، یبوست، افزایش وزن یا مشکل در ادرار کردن ممکن است رخ دهد. در صورت تداوم یا بدتر شدن هر یک از این عوارض، بلافاصله به پزشک یا داروساز خود اطلاع دهید.
برای اینکه خطر سرگیجه را کاهش دهید بهتر است هنگام برخاستن از حالت نشسته یا خوابیده، به آرامی بلند شوید.
جهت از بین بردن خشکی دهان، آب نبات سفت را بمکید، آدامس (بدون قند) بجوید، آب بنوشید.
در صورت بروز هر یک از این عوارض سریع به پزشک مراجعه کنید؛ سوزش سر دل، لرزش، اسپاسم عضلات، کاهش میل جنسی یا درد شدید معده، استفراغ، اسهال، توهم، ضربان قلب سریع، تب غیرقابل توضیح، غش، تشنج، درد چشم یا تورم و قرمزی چشم، گشادی مردمک.
اگر دارویی مصرف می‌کنید که میزان سروتونین را افزایش می‌دهد حتماً به پزشک خود اطلاع دهید چرا که نورتریپتیلین نیز میزان سروتونین را افزایش می‌دهد و در این صورت می‌تواند برای شما خطری جدی ایجاد کند.
در برخی از افراد این دارو واکنش آلرژیک همچون خارش و تورم پوست، صورت، گلو و زبان ایجاد می‌کند یا باعث ایجاد مشکلات تنفسی می‌شود که فوراً باید به پزشک مراجعه کرد.

## مصرف بیش از حد
علائم و درمان مصرف بیش از حد به‌طور کلی مانند سایر TCAها از جمله مدیریت سندرم سروتونین و عوارض جانبی قلبی است. از آنجا که TCAها از شاخص درمانی نسبتاً باریکی برخوردار هستند، احتمال استفاده بیش از حد جدی (هم تصادفی و هم عمدی) نسبتاً زیاد است. مصرف بیش از حد نورتریپتیلین یک اورژانس پزشکی محسوب می‌شود و اغلب منجر به مرگ می‌شود. علائم مصرف بیش از حد آن عبارتند از: ضربان قلب نامنظم، تشنج، اغما، سردرگمی، توهم، مردمک‌های گشاد، خواب آلودگی، اضطراب، تب، دمای پایین بدن، عضلات سفت و استفراغ.

## تداخلات دارویی
مصرف بیش از حد الکل در ترکیب با نورتریپتیلین درمانی ممکن است یک اثر تقویت کننده داشته باشد که ممکن است منجر به خطر افزایش اقدام به خودکشی یا تجویز بیش از حد، به ویژه در بیماران با سابقه اختلالات هیجانی یا ایده خودکشی شود.
ممکن است با داروهای زیر تداخل داشته باشد:
اثرات کاهنده فشار خون کلونیدین در صورت مصرف همزمان با این دارو ممکن است کاهش یابد.
- داروهای تنظیم کننده ریتم قلب مانند فلکاینید (Tambocor)، پروپافنون (Rhythmol)، یا کینیدین (Cardioquin, Quinidex, Quinaglute)
- سایمتیدین
- گوانتیدین
- رزرپین

## متابولیسم
نورتریپتیلین در کبد به وسیله آنزیم CYP2D6 متابولیزه می‌شود.